# Suctobelbella dargoltsiana
Suctobelbella dargoltsiana är en kvalsterart som först beskrevs av Krivolutsky 1966.  Suctobelbella dargoltsiana ingår i släktet Suctobelbella och familjen Suctobelbidae. Inga underarter finns listade i Catalogue of Life.